# Magnezijev sulfat
Magnezijev sulfat (tudi grenka sol, ledena sol) so mali beli oziroma brezbarvni kristali, po navadi igličaste oblike s hladnim, slano-grenkim okusom. So prosto topni v vodi in delno v alkoholu. Kemijska formula je MgSO4. Uporabljajo ga v zdravstvu, kot razstrupljevalec, odvajalo, proti krčem in tistim s pomanjkanjem magnezija v telesu. Uporabljajo ga tudi kot dopolnilo k prehrani za živali. Tudi v vrtnarstvu je pogost pripomoček za rastline. Najbolj poznan izdelek, ki vsebuje magnezijev sulfat, v Sloveniji je Donat Mg.

## Ugotovitve o nevarnih lastnostih:
Napotki za nevarnost
Nevarnosti za človeka so lahko pri vdihavanje, kjer se lahko pojavi vnetje grla in kašljanje, pri stiki s kožo in očmi se lahko pojavi rahlo draženje oziroma srbenje, pri zaužitju velikih količin pa lahko pride do želodčnih krčev in driske.Do večjih zapletov pa lahko pride, če je onemogočeno izločanje(zapora v črevesju in podobno), pojavi se lahko zmanjšanje refleksov in hipokalcemija(pomankanje kalcija v krvi).
Nevarnosti za okolje ni, zato kemikalija ni razvrščena kot nevarna po EC kriterijih.

## Ukrepi za prvo pomoč
Vdihovanje
Ponesrečenca je treba odnesti na svež zrak, če pa se pojavijo težave pri dihanju je treba priskrbeti medicinsko pomoč.
Zaužitje
Nujno izpirati usta s tekočo vodo in izzvati bruhanje, nujen je tudi obisk zdravnika.
Stik s kožo in očmi
Najprej odstranimo kontaminirano obleko, kožo dobro umijemo z milom in tekočo vodo. Pri stiku z očmi pa izpiramo oči s tekočo vodo.

## Ukrepi ob požaru
Posebne nevarnosti
Snov ni gorljiva, zato je med požarom veliko dima in sproščajo se dražeči in strupeni plini. 
Primerna sredstva za gašenje
Primerna so vsa razpoložljiva sredstva za gašenje.
Posebna zaščitna oprema za gasilce
Potrebujemo zaščitno obleko in zaščitno masko z lastnim dotokom zraka.

## Ukrepi ob nezgodnih izpustih
Previdnostni ukrepi, ki se nanašajo na ljudi
Ljudje morajo obvezno nositi predpisano zaščitno obleko.
Ekološki zaščitni ukrepi
Najprej moramo preprečiti onesnaženje vodnih virov. Ob manjših razsutosti ali razlitjih je treba področje dobro sprati z vodo. Ob večjih razsutjih pa obvezno mehansko pobrati snov v prazne zabojnike, preostanek pa dobro sprati z vodo.

## Ravnanje z nevarno snovjo/pripravkom in skladiščenje
Ravnanje
Snov ni občutljiva, zato ni posebnih zahtev za rokovanje z njim.
Skladiščenje
Skladiščeno mora biti v zaprti in nepoškodovani embalaži, v suhem, hladnem in prezračenem prostoru.

## Ekotoksikološki podatki
Glede razgradljivosti je, da v manjših koncentracijah v bioloških čistilnih napravah ne deluje škodljivo na sestavi aktivnega blata.
Strupenost
- ribe: LC50(24 ur) = 14000 mg/l (Leuciscus idus melanotus)
- nevretenčarji: EC50(24 ur) = 1700 mg/l (Daphnia magna)
- alge: EC50(72 ur) = 2700 mg/l (Scenedesmus subspicatus)
- bakterije: EC50(30 min)= 84000 mg/l (Photobacterium phosporeum)